# Nothing Records
Nothing Records foi uma gravadora estadunidense, especializada em industrial rock e música eletrônica, fundada por Trent Reznor (do Nine Inch Nails) e John Malm Jr. em 1992. É considerada um exemplo de uma vanity label, onde um artista é capaz de manter um selo, com algum degrau de independência, a partir de uma grande gravadora, nesse caso, da Interscope Records.
Além do Nine Inch Nails, abrigava uma variedade de artistas como Autechre, Einstürzende Neubauten, Pop Will Eat Itself, Plaid, Squarepusher, The The, Marilyn Manson, Two e Meat Beat Manifesto.
Por conta de uma ação legal em 2004, após um processo de Reznor contra John Malm, a Nothing Records paralisou suas atividades e deixou de existir em meados de 2007. Especulações indicam uma acusação de fraude contra o então empresário e co-fundador John Malm Jr..

## Histórico
Nothing Records é mais famosa por suas duas contratações originais, a banda de Trent Reznor Nine Inch Nails e Marilyn Manson.
A gravadora ganhou status semi-icônico na cena do industrial rock, e até adquiriu seu próprio fanzine on-line em Sick Among the Pure, embora mais tarde isso tenha se tornado um fanzine industrial mais geral e deixou de existir em 2005. O selo Nothing costumava recompensar sua base de fãs pela Internet - uma forma de divulgação foi a Rádio Nothing: uma coleção exclusiva de faixas de música MP3 gratuitas, compiladas por artistas, produtores e fãs das gravadoras Nothing.
Em setembro de 2004, coincidindo com Trent Reznor saindo de Nova Orleans para a costa oeste dos EUA, o site do Nine Inch Nails anunciou "Nothing studios: 1994-2004", sugerindo que a Nothing Studios foi fechada. Isso mais tarde provou ser o fim da gravadora associada também. As especulações entre os ouvintes de que o selo poderia continuar quando Reznor processou com sucesso o co-fundador John Malm Jr. por fraude e violação de dever fiduciário (entre outros), garantindo que a era da Nothing havia terminado.
Em uma postagem de 5 de maio de 2005 no nin.com, Trent escreveu: "Para deixar claro: meu envolvimento com a Nothing Records acabou. A Nothing Records está viva ou é uma entidade? Você teria que perguntar a John Malm (não estamos falando realmente disso hoje em dia) ... Nothing Studios ainda está em Nova Orleans e não tenho certeza do que farei com isso. Vou descobrir isso quando terminar a turnê."